# 三側錐六角柱
在几何学中，三側錐六角柱是一種十七面體，可以視為在六角柱的3個側面上疊上四角錐所構成的立體。三側錐六角柱在維持所有面都是正多邊形面的條件下，是在詹森多面體中，所有凸側錐柱體中，底面邊數最多、側錐數最多的立體，其最大的內角約為174.7度，非常接近平角，但非平角，因此三側錐六角柱是一種詹森多面體，詹森多面體是凸多面體，面皆由正多邊形組成但不屬於均勻多面體，共有92種。這些立體最早在1966年由諾曼·詹森（Norman Johnson）命名並給予描述。
諾曼·詹森在發現這些立體時，給予三側錐六角柱編號J57。

## 性質
三側錐六角柱共由17個面、30條邊和15個頂點組成，在其17個面中，有12個正三角形面、3個正方形面和2個正六邊形面。其對稱群為三倍的柱體形式的二面體群對稱性D3h群。

### 体积与表面积
棱长为a的三側錐六角柱的表面积（A）和体积（V）為：
{\displaystyle A=(3+6{\sqrt {3}})a^{2}}
{\displaystyle V={\frac {{\sqrt {2}}+3{\sqrt {3}}}{2}}a^{3}}

### 頂點座標
對於一個邊長為2且幾何中心位於原點的三側錐六角柱，其頂點座標為：
{\displaystyle \left(\pm 1,\,\pm {\sqrt {3}},\,\pm 1\right),}
{\displaystyle \left(\pm 2,\,0,\,\pm 1\right),}
{\displaystyle \left(\pm {\frac {3+{\sqrt {6}}}{2}},\,{\frac {3+{\sqrt {6}}}{2{\sqrt {3}}}},\,0\right),}
{\displaystyle \left(0,\,-{\frac {3+{\sqrt {6}}}{\sqrt {3}}},\,0\right).}

### 二面角
三側錐六角柱有四種二面角，分別為三角形與正方形的二面角，位於側錐側面與六角柱側面的交角、還有三角形與六邊形的二面角，位於側錐側面與六角柱底面的交角、還有三角形與三角形的二面角，位於側錐側面與側錐側面的交角、以及正方形和六邊形的二面角，位於六角柱側面與六角柱底面的交角。其中以三角形與正方形的二面角為最大，約174.7度，非常接近平角。與其他幾種側錐六角柱不同，三側錐六角柱沒有六角柱側面與六角柱側面的交角，因為三側錐六角柱的側錐的位置皆相隔了一個側面，因此六角柱側面的相鄰面只剩下六角柱的底面和側錐的側面。
其中，正方形和六邊形的二面角（六角柱側面與六角柱底面的交角）為直角。
{\displaystyle \angle }正方形{\displaystyle ,}六邊形{\displaystyle \,=90^{\circ }}
三角形與正方形的二面角（側錐側面與六角柱側面的交角）約為174.7356度：
{\displaystyle \angle }三角形{\displaystyle ,}正方形{\displaystyle \,=\arccos \left(-{\frac {1+{\sqrt {6}}}{\sqrt {12}}}\right)\approx 3.04971172\approx 174.73561029^{\circ }}
三角形與六邊形的二面角（側錐側面與六角柱底面的交角）約為144.7356度：
{\displaystyle \angle }三角形{\displaystyle ,}六邊形{\displaystyle \,=\arccos \left(-{\sqrt {\frac {2}{3}}}\right)\approx 2.52611294\approx 144.73561004^{\circ }}
三角形與三角形的二面角（側錐側面與側錐側面的交角）約為109.47度：
{\displaystyle \angle }三角形{\displaystyle ,}三角形{\displaystyle \,=\arccos \left(-{\frac {1}{3}}\right)\approx 1.91063324\approx 109.47122085^{\circ }}

## 變體
三側錐六角柱共有三種型態，一種是三個側錐都不彼此相鄰；另一種是三個側錐彼此相鄰；還有一種是兩個側錐彼此相鄰，另一個側錐與前者不彼此相鄰。僅有第一種屬於詹森多面體。第三種有兩種手性鏡像。目前學術界僅稱第一種為三側錐六角柱，後兩種名稱尚未有共識，即未有被廣泛接受的名稱。一般都通稱為三側錐六角柱。然而術語「三側錐六角柱」通常只第一種三個側錐都不彼此相鄰的立體，即屬於詹森多面體的那一種。

## 相關多面體
若從三側錐六角柱移除一個側錐會形成間二側錐六角柱；若從三側錐六角柱移除二個側錐會形成側錐六角柱。

三側錐六角柱
在三側錐六角柱在底面上疊上正三角帳塔，又稱為三側錐三角帳塔柱
在三側錐六角柱底面疊三角帳塔，並調整帳塔高至側面共面
由三側錐六角柱底面疊三角帳塔組合成的變形三角廣底球狀罩帳
移除三側錐六角柱的一個側錐會形成間二側錐六角柱
三角廣底球狀罩帳

- 移除三側錐六角柱的二個側錐會形成側錐六角柱

三角廣底球狀罩帳的結構與在底面上疊上正三角帳塔，並調整帳塔高至側面共面的三側錐六角柱相同，換句話說，三角廣底球狀罩帳的局部多邊形排列方式與三側錐六角柱相同，但角度不同。另一種三角廣底球狀罩帳的構建方式是將三側錐六角柱其中三個側錐上側的三角形替換為正五邊形，適當地調整各個面的角度後，在剩餘位置補上三角形來構成三角廣底球狀罩帳。

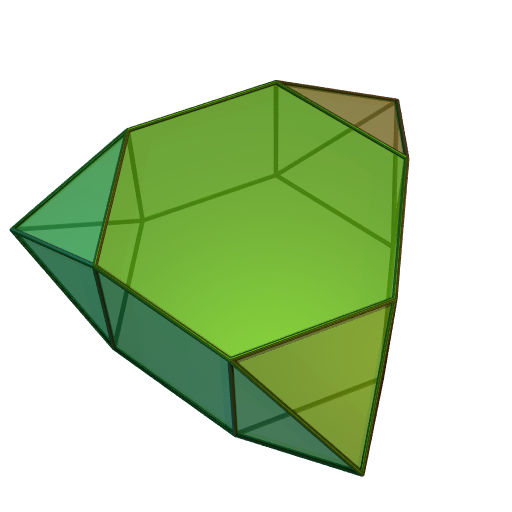
三側錐六角柱
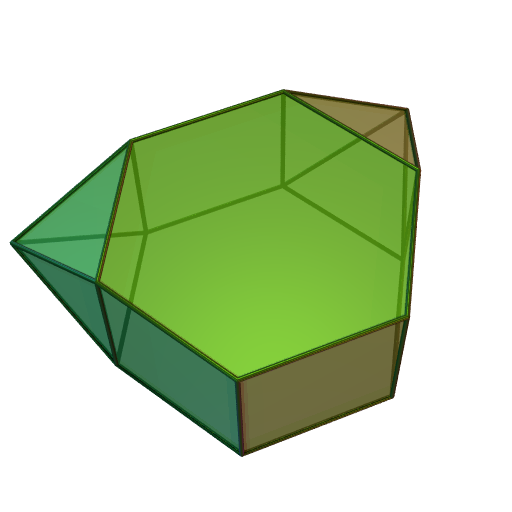
在三側錐六角柱在底面上疊上正三角帳塔，又稱為三側錐三角帳塔柱
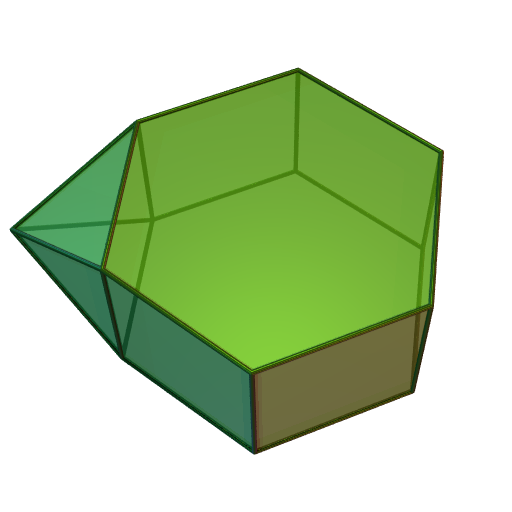
在三側錐六角柱底面疊三角帳塔，並調整帳塔高至側面共面
- 由三側錐六角柱底面疊三角帳塔組合成的變形三角廣底球狀罩帳
- 移除三角廣底球狀罩帳上等同於三角帳塔的結構會形成一個變形的三側錐六角柱
- 三角廣底球狀罩帳